# Gabriel Xavier
Gabriel Xavier (sinh ngày 15 tháng 7 năm 1993) là một cầu thủ bóng đá người Brasil.

## Sự nghiệp câu lạc bộ
Gabriel Xavier đã từng chơi cho Nagoya Grampus.